# Shaw (Swindon)
Shaw – dzielnica miasta Swindon, w Anglii, w Wiltshire, w dystrykcie (unitary authority) Swindon. Leży 4,8 km od centrum miasta Swindon, 55,1 km od miasta Salisbury i 121,7 km od Londynu. W 2011 roku dzielnica liczyła 11 221 mieszkańców.